# Jacqueline Obradors
Pour les articles homonymes, voir Obradors.
Jacqueline Obradors, née le 6 octobre 1966 dans la vallée de San Fernando, en Californie, est une actrice américaine.

## Biographie
Jacqueline Obradors est née dans la vallée de San Fernando, d'immigrants argentins : sa mère s'appelait Angie Albert Obradors. Avant de commencer sa carrière d'actrice, elle a été caissière dans un magasin en Californie. Elle est connue pour ses rôles secondaires dans Six jours, sept nuits, Un homme à part et dans la série New York Police Blues.
En 2001, l'actrice prête sa voix au personnage d'Audrey Ramirez dans Atlantide, l'empire perdu puis dans sa suite sortie en 2003 Les Énigmes de l'Atlantide.
En 2010, Jacqueline Obradors est invitée dans le final de la Saison 7 de NCIS : Enquêtes spéciales.

## Filmographie

### Cinéma
- 1993 : The Waiter de Doug Ellin
- 1994 : Red Sun Rising de Francis Megahy
- 1996 : Crossing Over de Wayne Kramer
- 1996 : Soldier Boyz de Louis Morneau
- 1997 : The People de Aaron Lipstadt
- 1998 : Six jours, sept nuits de Ivan Reitman
- 1999 : Deuce Bigalow : Gigolo à tout prix de Mike Mitchell
- 2001 : Tortilla Soup de Maria Ripoll
- 2003 : Un homme à part de F. Gary Gray
- 2009 : Droit de passage de Wayne Kramer
- 2013 : Bad Ass 2: Bad Asses de Craig Moss : Rosaria Parkes
- 2020 : Palm Springs de Max Barbakow : Pia

### Télévision
- 1992 : Parker Lewis ne perd jamais : Tanya
- 1995 : Vanishing Son : V
- 1995 : Diagnostic : Meurtre : Anita
- 1995 : Problem Child 3: Junior in Love : Conchita
- 1995 : Le Rebelle : Teresa Romero
- 1995 : Live Shot : Sonya Lopez
- 1996 : Arabesque : Patricia Decalde
- 1996 : Surfers détectives : Natasha
- 1996 : The John Larroquette Show : Myra Fuentes
- 1996 : Burning Zone : Menace imminente (The Burning Zone) : Marion
- 1996 : Sliders : Les Mondes parallèles : Carol
- 1997 : Les Dessous de Palm Beach : Maria Martine
- 1998 : L.A. Docs : Autumn
- 1999 - 2000 : Jesse : Irma
- 2000 : Battery Park : Détective Elena Vera
- 2000 : La Vie avant tout : Dolores Rivera
- 2001 : Macho Man : Michelle
- 2001 - 2005 : New York Police Blues : Détective Rita Ortiz
- 2001 : Kate Brasher : Mary Elizabeth Rodriguez
- 2003 : Une famille du tonnerre : Gloria Lopez
- 2004 : Indestructible (Unstoppable) de David Carson
- 2005 - 2006 : Freddie : Sofia
- 2009 : Anatomy of Hope : Maria Hernandez
- 2009 : Cold Case : Affaires classées : Dr. Julie Ramierez
- 2010 : NCIS : Enquêtes spéciales : Paloma Reynosa
- 2011 : Franklin and Bash : Glenna Sproik
- 2011 : The Glades : Marisol
- 2012 : American Judy : Bobbi
- 2014 : Grimm : Ava
- 2018 : Lucifer : Alexa Lee (saison 3, épisode 16)
- 2019 : Harry Bosch : Christina Vega (saison 5)
- 2022 : Bosch: Legacy : Christina Vega (saison 2)
- 2025 : Tracker : Shérif Walcott (saison 2, épisode 10)

### Doublage
- 1997 : Soldier Boyz (jeu vidéo)
- 2001 : Atlantide, l'empire perdu : Audrey Rocio Ramirez
- 2001 : Atlantis: The Lost Empire (jeu vidéo) : Audrey Rocio Ramirez
- 2003 : Les Énigmes de l'Atlantide (vidéo) : Audrey Rocio Ramirez
- 2012 : La Ligue des Justiciers : Nouvelle Génération (série animée) : Alanna